# You Are My Sunshine (Papa Winnie)
You Are My Sunshine è il secondo album del cantante reggae grenadino Papa Winnie, pubblicato nel 1993.
Il disco è stato pubblicato in Brasile dall'etichetta discografica BMG Ariola Discos.

## Tracce
BMG Ariola Discos (170.8096)
1. Spacership
2. Roots and Culture
3. Rootsie & Boopsie /  You Are My Sunshine
4. Someday, New Day
5. Cold It Be
6. One Step to My Head
7. Down by the Sea
8. Island
9. Hard and Dangerous
10. African Boy
11. Bubble
12. Island (Beach Version)
13. Sweet Regga Music
14. I Like the Way You Walk